# Збагачувальна фабрика

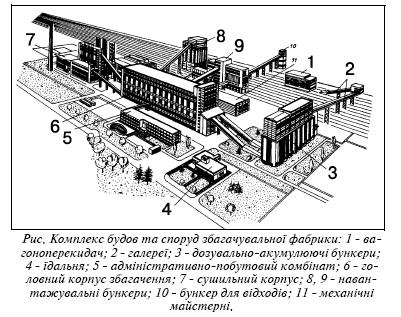

Цех сучасної збагачувальної фабрики.JPG

Збагачувальна фабрика. Зовнішній вигляд.

Збага́чувальна фа́брика — гірниче підприємство для первинної переробки твердих корисних копалин з метою отримання технічно цінних продуктів, придатних для промислового використання.
На збагачувальних фабриках переробляються (збагачуються) руди кольорових металів (мідні, міднонікелеві, свинцево-цинкові, вольфрам-молібденові, олов'яні та інші), руди чорних металів (залізні, марганцеві, хромові), неметалічні корисні копалини (фосфорні, калійні, графітові та інші руди і матеріали) і вугілля.

## Класифікація
Див. також Класифікація і склад збагачувальних фабрик
- За видом корисної копалини, що переробляється, розрізняють фабрики для збагачення азбестових, баритових, вольфрамових, графітових, залізних, марганцевих, мідних, молібденових, нікелевих, сірчаних, флюоритових руд, польових шпатів, слюди, вугілля, тальку й інших видів мінеральної сировини.
- За продуктивністю збагачувальні фабрики розділяють на:
  - фабрики малої продуктивності — до 1500 т/добу,
  - фабрики середньої продуктивності — 1500-9000 т/добу,
  - фабрики великої продуктивності — 9000-27000 т/добу,
  - фабрики дуже великої продуктивності — понад 27000 т/добу.

- В залежності від взаєморозташування «видобувне підприємство — фабрика» розрізняють збагачувальні (найчастіше вуглезбагачувальні) фабрики:
  - індивідуальні — для збагачення корисної копалини лише одного видобувного підприємства, які, як правило, розташовуються на одному з цим підприємством промисловому майданчику;
  - групові та центральні — для збагачення корисних копалин декількох видобувних підприємств, перші розташовуються на одному з цим підприємством промисловому майданчику, другі — окремо.

Крім того, є збагачувальні фабрики, які входять до складу підприємства-споживача: збагачувальні фабрики при коксохімічних та металургійних заводах.
- У залежності від процесів переробки, що застосовуються, збагачувальні фабрики поділяють на
  - дробильно-сортувальні,
  - промивні,
  - гравітаційні,
  - флотаційні,
  - магнітного збагачення,
  - з комбінованою технологією.

До складу останніх включають операції випалення або гідрометалургію.
- Компонування. Розрізняють збагачувальні фабрики вертикального, горизонтального і ступінчастого розташування.
  - для вертикального розташування характерна самопливна система внутрішньофабричного транспортування матеріалу (в практиці зустрічається рідко через циркулюючі навантаження);
  - для горизонтального — розгалужено-механізована система транспорту (застосовується теж рідко, бо вимагає великого промислового майданчика);
  - для ступінчастого — самопливно-механізована система транспорту.

З 80-х рр. ХХ ст. в США і Японії використовують модульний принцип проектування і будівництва збагачувальних фабрик на основі стандартних блоків (дроблення, подрібнення, флотації і т. д.); у Великій Британії, ФРН, Франції перевага надається односекційному компонуванню з однопотічною схемою і установленням високопродуктивного обладнання; в Україні, США, Чехії, Росії поширені багатосекційні збагачувальні фабрики, переважно зі ступінчастим компонуванням.

## Технологічний процес
Гірнича маса проходить процеси дроблення, грохочення, класифікації, основне збагачення корисної копалини з виділенням концентратів і відходів, обезводнення і згущення.
Готовий продукт (концентрат) нагромаджують у бункерах або складах, звідки він надходить на подальшу переробку або відпускається споживачеві, а відходи у вигляді водно-піщаної (водно-глинистої) суспензії направляються у відвали.
Для збагачувальної фабрики характерна значна енергоємність.

## Цехи і відділення вуглезбагачувальних фабрик
Див. також Типи будов вуглезбагачувальних фабрик
До складу збагачувальних фабрик входять основні виробничі і допоміжні цехи та відділення.
До основних цехів і відділень фабрик, безпосередньо пов'язаних з обробкою корисних копалин, належать:
- відділення прийому сировини, обладнане вагоноперекидачами, ямами або площадками для вивантаження негабаритної сировини і розвантаження ушкоджених вагонів, прийомними бункерами, живильниками і стрічковими конвеєрами;
- цех крупного дроблення, який у своєму складі має дробарки крупного дроблення, грохоти, живильники, транспортні засоби;
- дозувально-акумулюючі бункери — на рудних збагачувальних фабриках входять до складу цеху середнього дроблення, на вуглезбагачувальних — самостійний цех;
- склади сировини — можуть бути відкритими, закритими і напівбункерними залежно від крупності й цінності складованого матеріалу;
- цех середнього і дрібного дроблення, укомплектований дробарками середнього і дрібного дроблення, грохотами, живильниками і стрічковими конвеєрами;
- відділення подрібнення — розташовується в головному корпусі фабрики, до його складу входять розподільні бункери, живильники, млини, класифікатори, гідроциклони, транспортні засоби (конвеєри, насоси);
- відділення збагачення — представлене різними апаратами для концентрації (відсаджувальними і флотаційними машинами, важкосередовищними, гвинтовими або магнітними сепараторами, концентраційними столами та ін.), а також необхідними для нормальної роботи завантажувальними і транспортними засобами;
- відділення зневоднення — залежно від крупності продуктів, що зневоднюються, може включати грохоти, центрифуги, згущувачі, вакуум-фільтри (дискові, барабанні, стрічкові) та фільтр-преси, завантажувальні і транспортні засоби;
- цех сушки, обладнаний сушарками різних конструкцій (барабанними, трубами-сушарками, сушарками киплячого шару), апаратами пиловловлювання і газоочищення;
- склади готової продукції — залежно від крупності, гігроскопічності і цінності концентратів можуть бути відкриті і закриті;
- цех відвантаження готової продукції, представлений різними навантажувальними і вантажопідйомними механізмами. Для особливо цінних продуктів у цеху відвантаження передбачається відділення пакування;
- цех складування відходів — включає до свого складу басейни-сховища, терикони, акумулюючі ємності, конвеєри, насоси, автосамоскиди, залізничні вагони.

До допоміжних виробничих цехів і відділень збагачувальної фабрики входять:
- цех водопостачання, що обслуговує насосні станції, водоводи і мережі;
- цех електропостачання, що обслуговує електропідстанції, розподільні пункти, мережі;
- ремонтний цех — включає ремонтно-механічні майстерні загального і спеціалізованого призначення;
- реагентне відділення, призначене для прийому, зберігання, підготовки і доставки реагентів;
- котельня — забезпечує нормальні умови життєдіяльності цехів і служб фабрики;
- відділ технічного контролю (ВТК) — здійснює оперативний контроль технологічних показників роботи фабрики. Аналіз проб виконується в хімічній лабораторії фабрики;
- науково-дослідна лабораторія, призначена для: попередніх випробовувань збагачуваності окремих різновидів корисних копалин, що переробляються на фабриці; досліджень операцій і вузлів технологічної схеми для встановлення оптимальних (раціональних) режимів переробки; дослідження нових реагентних режимів;
- склади запчастин, матеріалів і палива, призначені для забезпечення безперебійної роботи фабрики;
- керівництво фабрики — здійснює технічне керування фабрикою і контроль за дотриманням виробничих нормативів (спільно з адміністративно-господарською службою).

Деякі цехи і служби на окремій збагачувальній фабриці можуть бути відсутні. Наприклад, на вуглезбагачувальних фабриках немає цехів дроблення і подрібнення; на фабриках, що входять до складу заводів, відпадає необхідність у багатьох допоміжних цехах; не витримується структура і на фабриках малої продуктивності, де все обладнання розміщується в одному корпусі.

## Секція збагачувальної фабрики
Це повністю відокремлена технологічна лінія, яка забезпечує виконання всіх операцій переробки корисних копалин незалежно від інших, таких самих ліній. Існують збагачувальні фабрики безсекційні, дво-, трьох- та багатосекційні. Можливе часткове секціонування фабрик, напр., використання єдиної системи обробки шламів для двох технологічних секцій.

## Продуктивність і режим роботи фабрики
Під продуктивністю збагачувальної фабрики розуміють продуктивність її головного корпуса, тобто цеху збагачення.
Продуктивність збагачувальної фабрики визначається щодо сировини, концентрату і кінцевої заводської продукції, при цьому режим роботи фабрики варто приймати:
- для індивідуальних ЗФ — відповідно до режиму роботи гірничодобувно-го підприємства,
- для вуглезбагачувальних ЦЗФ — 300 робочих днів на рік при 20 годинах роботи на добу,
- для рудних збагачувальних фабрик — 350 робочих днів на рік при 24 го-динах роботи на добу,
- для збагачувальних фабрик, розташованих при заводі, що переробляє продукцію фабрики, — відповідно до режиму роботи заводу.

У цехах крупного дроблення збагачувальних фабрик великої продуктив-ності приймається чотиризмінний графік роботи з 6 годинами роботи на зміну, при цьому три зміни технологічні і одна — ремонтна. Режим роботи цеху серед-нього і дрібного дроблення, як правило, приймається за режимом роботи цеху крупного дроблення.

## Заходи боротьби з шкідливими діяннями у цехах збагачувальних фабрик
Нейтралізація шуму на збагачувальних фабриках здійснюється заходами загального і індивідуального характеру. Заходи загального характеру передбачають заміну машин або окремих вузлів з високим рівнем шуму на безшумні; надійну звукоізоляцію джерел шумоутворення; дистанційне управління роботою машин; використання гуми для футеровки і для прокладок. Заходи індивідуального характеру включають використання заглушок і навушників при роботі з машинами з високим рівнем шуму.
Виникнення вібрацій запобігається установленням машин, що спричиняють вібрації, на спеціальні фундаменти з віброізоляцією і на фундаменти не зв'язані з будовою фабрики. Для віброізоляції застосовують прокладки з гуми, повсті, пробки, дерева, а також пружини.
На збагачувальних фабриках для боротьби з пилом проводять такі заходи:
– зменшення пилоутворення у процесах переробки корисних копалин за рахунок: зменшення пунктів перевантаження при транспортуванні і висоти падіння, застосування способів дроблення і грохочення, які не сприяють значному пилоутворенню;
– захист місць пилоутворення і відсмоктування повітря з цих місць;
– застосування закритих жолобів і конвеєрів при транспортуванні корисних копалин;
– зрошення місць утворення пилу або обробка їх парою;
– зменшення швидкості руху повітря в місцях утворення пилу;
– попереднє знепилення корисних копалин;
– облаштування місцевої витяжної і загальнообмінної вентиляції.
Захисні засоби дробарок в більшості випадків передбачають відсмоктування запиленого повітря при завантаженні вихідного матеріалу і вивантаженні дробленого продукту.
Захисні засоби грохотів передбачають відсмоктування запиленого повітря з декількох точок: зверху відсмоктування запиленого повітря виконується у точці завантаження матеріалу на грохот, знизу відсмоктування запиленого повітря здійснюють з піддону, також відсмоктування запиленого повітря здійснюється в місці падіння матеріалу з грохота на конвеєр.
Місця завантаження і розвантаження бункерів, де виділяється велика кількість пилу, повинні бути обладнані захисними засобами з відсмоктуванням пилу.
Шнеки, живильники змішувачі та інші апарати, що мають герметичні покриття, додаткових захисних засобів не потребують, але при завантаженні і розвантаженні матеріалу необхідно передбачити відсмоктування пилоповітряної суміші.
Захист збагачувального і транспортного обладнання має велике значення для успішної боротьби з пилоутворенням у промислових приміщеннях збагачувальних фабрик. Герметизація захисних пристроїв за рахунок застосування гумових і повстяних прокладок в місцях з'єднань їхніх окремих частин гарантує на 80 — 90 % усунення можливості проникнення пилу за межі захисних пристроїв.

## Вуглезбагачувальні фабрики України
Див. Категорія:Збагачувальні фабрики України
Станом на 2004 р. в Україні функціонувала 61 вуглезбагачувальна фабрика з сумарною річною продуктивністю 147,8 млн т. Простежується тенденція до збільшення частки фабрик, які переходять в оренду до комерційних структур. Середній термін експлуатації вуглезбагачувальних фабрик України на момент цього видання становив 44 роки (від 19 до 73 років, переважно 25-50 років). Всі фабрики, що збагачують коксівне вугілля характеризуються глибиною збагачення 0 мм, застосовують флотацію для збагачення шламів. Крупне вугілля збагачується відсадкою або важкосередовищною сепарацією. Енергетичне вугілля та антрацити на фабриках побудованих після 1960 р. збагачують за такою ж технологією. На старіших фабриках виділяють незбагачений сухий відсів (0-6 мм або 0-13 мм), а для збагачення крупних класів застосовують відсадку, важке середовище або їх поєднання. Внаслідок багаторічних робіт по вдосконаленню технології збагачення і технічному переобладнанню фабрик склалося таке співвідношення методів збагачення: важке середовище — 19,0 %, відсадка — 71,3 %, флотація — 9,0 %, гідроциклони та ін. — 0,7 %. Продуктивність українських вуглезбагачувальних фабрик 1,5-3,0 млн т. Переважають групові З.ф., центральні — найбільші за продуктивністю, індивідуальні фабрики складають суттєву меншість. В Україні збагачують 91 % видобутого вугілля.